# Goldasht
Goldasht (farsi {{{2}}}‎) è una città dello shahrestān di Najafabad, circoscrizione Centrale, nella Provincia di Esfahan. Aveva, nel 2006, una popolazione di 22.693 abitanti. 